# Aniak
Aniak és una ciutat dels Estats Units a l'estat d'Alaska. Segons el cens del 2010 tenia 501 habitants.

## Demografia
Segons el cens del 2000, Aniak tenia 572 habitants, 174 habitatges, i 133 famílies La densitat de població era de 33,9 habitants/km².
Dels 174 habitatges en un 51,1% hi vivien nens de menys de 18 anys, en un 52,9% hi vivien parelles casades, en un 13,2% dones solteres, i en un 23% no eren unitats familiars. En el 20,7% dels habitatges hi vivien persones soles el 4% de les quals corresponia a persones de 65 anys o més que vivien soles. El nombre mitjà de persones vivint en cada habitatge era de 3,29 i el nombre mitjà de persones que vivien en cada família era de 3,74.
Per edats la població es repartia de la següent manera: un 40,9% tenia menys de 18 anys, un 6,8% entre 18 i 24, un 27,3% entre 25 i 44, un 20,3% de 45 a 60 i un 4,7% 65 anys o més.
L'edat mediana era de 28 anys. Per cada 100 dones hi havia 108,8 homes. Per cada 100 dones de 18 o més anys hi havia 107,4 homes.
La renda mediana per habitatge era de 41.875 $ i la renda mediana per família de 43.750 $. Els homes tenien una renda mediana de 37.708 $ mentre que les dones 34.500 $. La renda per capita de la població era de 16.550 $. Aproximadament l'11,8% de les famílies i el 14% de la població estaven per davall del llindar de pobresa.

## Poblacions més properes
El següent diagrama mostra les poblacions més properes.